# Gärdsmyg
Gärdsmyg (Troglodytes troglodytes) är en liten brun tätting som tillhör familjen gärdsmygar och som förekommer över ett mycket stort utbredningsområde i Eurasien. Tidigare behandlades även de båda nordamerikanska arterna vintergärdsmyg och stillahavsgärdsmyg som underarter av gärdsmygen.  

## Systematik och utbredning
Gärdsmygen beskrevs taxonomiskt första gången 1758 av Carl von Linné som Motacilla Troglodytes och kategoriserades alltså ursprungligen som besläktad med ärlorna. Gärdsmygens vetenskapliga artepitet kommer av grekiskans "troglodytes" som ungefär betyder grottman, där "trogle" betyder hål, och "dyein" att krypa. Namnet refererar till artens förmåga att försvinna in i små håligheter då den födosöker eller vilar.
Gärdsmygen taxonomi är under diskussion. Studier har visat att gärdsmygen (inklusive vintergärdsmyg och stillahavsgärdsmyg) är den mest avlägset besläktade arten av alla inom släktet Troglodytes och att två andra grupper av gärdsmygar, talamancagärdsmyg (Thryorchilus browni) och de fyra arterna som idag placeras i släktet Cistothorus, också är en del av kladen som för närvarande definieras som Troglodytes. För att Troglodytes ska bli monofyletiskt föreslår Rice et al. (1999) att gärdsmygen bryts ut ur släktet Troglodytes och placeras i det egna släktet Nannus. Alternativt föreslår Gómez et al. (2005), att även talamancagärdsmygen och arterna inom Cistothorus kunde ingå i släktet Troglodytes.

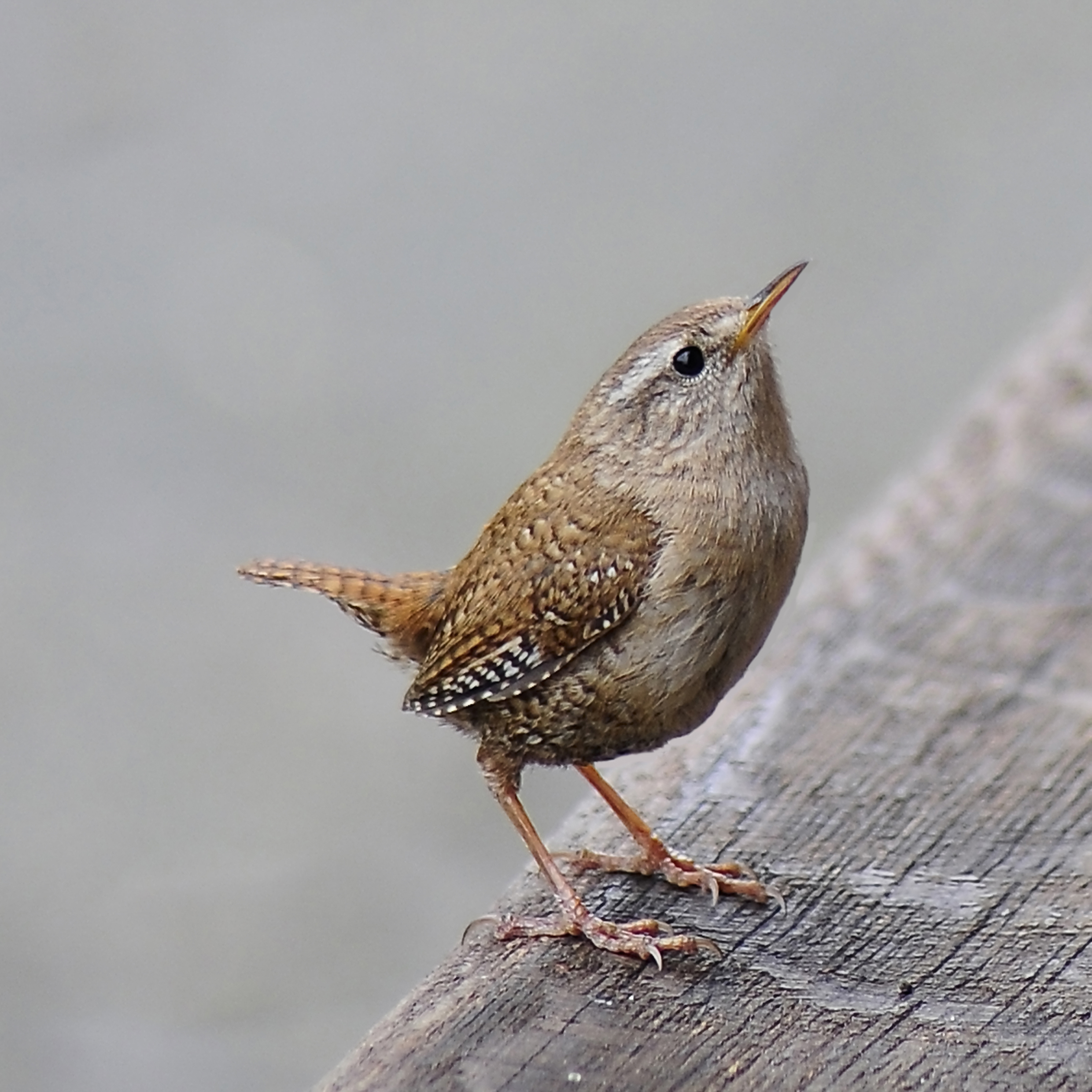
Gärdsmyg av underarten troglodytes.
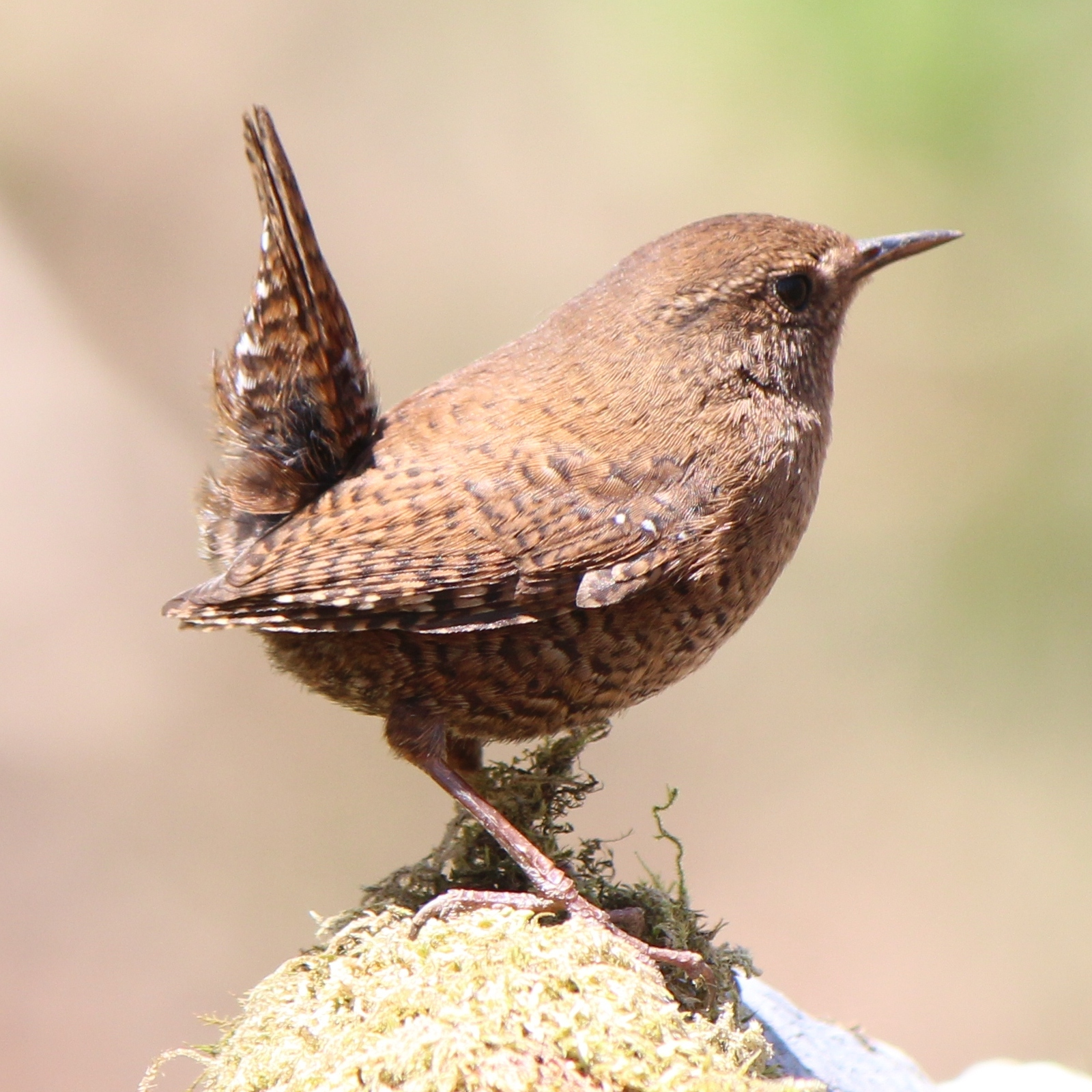
Gärdsmyg av underarten fumigatus.
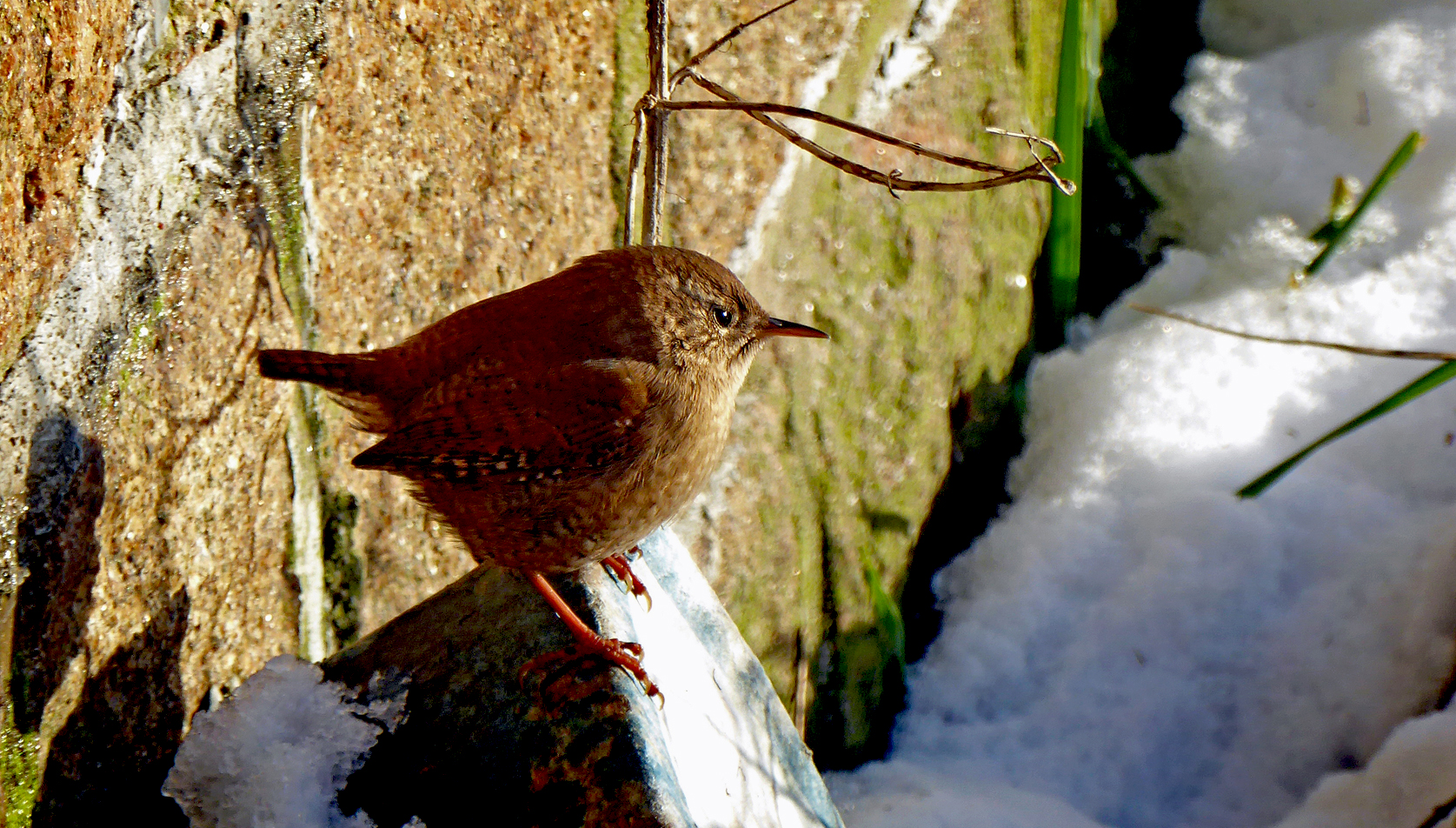
Gärdsmyg födosöker i Ystads småbåtshamn i jan 2019.

Tidigare behandlades vintergärdsmyg och stillahavsgärdsmyg som en del av gärdsmygen. En studie av sång och DNA av Toews och Irwin 2008 indikerade att dessa båda taxon är reproduktivt isolerade. Andra studier indikerar att de båda taxonen sist delade en gemensam förfader för ungefär 4,3 miljoner år sedan och att dessa sedan isolerades av inlandsisen under pleistocen, likt många andra skogslevande fågelarter i Nordamerika. På grund av detta behandlar idag många auktoriteter taxonet pacificus som den egna arten stillahavsgärdsmyg (T. pacificus). Relationen mellan hiemalis-gärdsmygarna i östra Nordamerika och troglodytes-gärdsmygarna i Eurasien är fortfarande oklar. Den genetiska skillnaden mellan de båda grupperna är mindre än gentemot pacificus och det förekommer inga överlappande utbredningsområden. Dock skiljer sig deras sång tydligt åt och de flesta auktoriteter väljer numera att separera dem.

### Utbredning
Gärdsmygen är den enda av de ungefär sextio arterna inom familjen gärdsmygar som förekommer i gamla världen. Den förekommer i nästan hela Europa, i ett bälte över Asien från norra Iran och Afghanistan till Japan. De nordligt häckande populationerna är flyttfåglar. Utbredningsområdet smalnar av i centrala Asien och det finns till och med en liten lucka mellan de östliga och västliga utbredningsområdena, som sträcker sig från södra till allra östligaste Turkmenistan, där arten inte häckar.

### Underarternas utbredning
Gärdsmygen delas in i hela 28 arter, fördelade på åtta underartsgrupper, med följande utbredning:
- Troglodytes troglodytes islandicus – Island
- Troglodytes troglodytes borealis – Färöarna
- Troglodytes troglodytes zetlandicus – Shetlandsöarna
- Troglodytes troglodytes hebridensis – Yttre Hebriderna i Skottland
- Troglodytes troglodytes fridariensis – Fair Isle i Skottland
- Troglodytes troglodytes hirtensis – St. Kilda i Skottland
- Troglodytes troglodytes indigenus – Irland, Inre Hebriderna, Orkneyöarna, Skottland och England
- troglodytes-gruppen
  - europeisk gärdsmyg[10] Troglodytes troglodytes troglodytes – kontinentala Europa och Anatolien
  - Troglodytes troglodytes kabylorum – Balearerna, södra Spanien och i nordvästra Afrika, från Marocko till Tunisien
  - Troglodytes troglodytes koenigi – Korsika och Sardinien
  - Troglodytes troglodytes cypriotes – Kreta, Rhodos, Cypern och Främre Orienten
  - Troglodytes troglodytes hyrcanus (inklusive zagrossiensis – från Krimhalvön till Kaukasus i norra Irak och Iran
  - Troglodytes troglodytes juniperi – nordvästra Libyen
  - Troglodytes troglodytes tianschanicus – från nordöstra Iran och södra Transkaukasus till norra Afghanistan och Turkestan
  - Troglodytes troglodytes pallescens – Kamtjatkahalvön och Kommendörsöarna
  - Troglodytes troglodytes kurilensis - norra Kurilerna, på öarna Shasukotan och Ushichi
  - Troglodytes troglodytes fumigatus – södra Kurilerna och Japan
  - Troglodytes troglodytes mosukei – Izuöarna
  - Troglodytes troglodytes ogawae – södra japanska arkipelagen, på öarna Tanegashima och Yakushima
  - Troglodytes troglodytes taivanus – Taiwan
  - Troglodytes troglodytes dauricus – östra Sibirien till Sachalin, Manchuriet och Korea
  - Troglodytes troglodytes idius – norra Kina, från södra Hebei till Shandong
  - Troglodytes troglodytes szetschuanus – sydvästra Kina, från södra Shaanxi och Sichuan, och österut till Hubei
  - Troglodytes troglodytes talifuensis – västra Kina, från södra Sichuan till västra Yunnan, och i nordöstra Myanmar
  - Troglodytes troglodytes subpallidus – från Himalaya till Afghanistan
  - Troglodytes troglodytes neglectus – västra Himalaya, från Gilgit till västra Nepal
  - Troglodytes troglodytes nipalensis – från Himalaya i Nepal till nordöstra Assam och södra Tibet
  - Troglodytes troglodytes magrathi – bergstrakter på gränsen mellan Pakistan och Afghanistan

### Förekomst i Sverige
Gärdsmygen av nominatformen troglodytes häckar tämligen allmänt i södra halvan av Sverige, mer sparsamt upp till Jämtland och Norrbotten. Den hittas även i frodiga sydbranter nära kalfjället i Åsele och Lycksele lappmark.
De flesta flyttar vintertid söderut, men några stannar kvar i landet, och lever då ofta som strykfåglar. Med sina 93 224 ringmärkta individer under åren 1911–2008 på svenska fågelstationer är gärdsmygen en tämligen vanligen ringmärkt art i Sverige.

## Utseende och läte

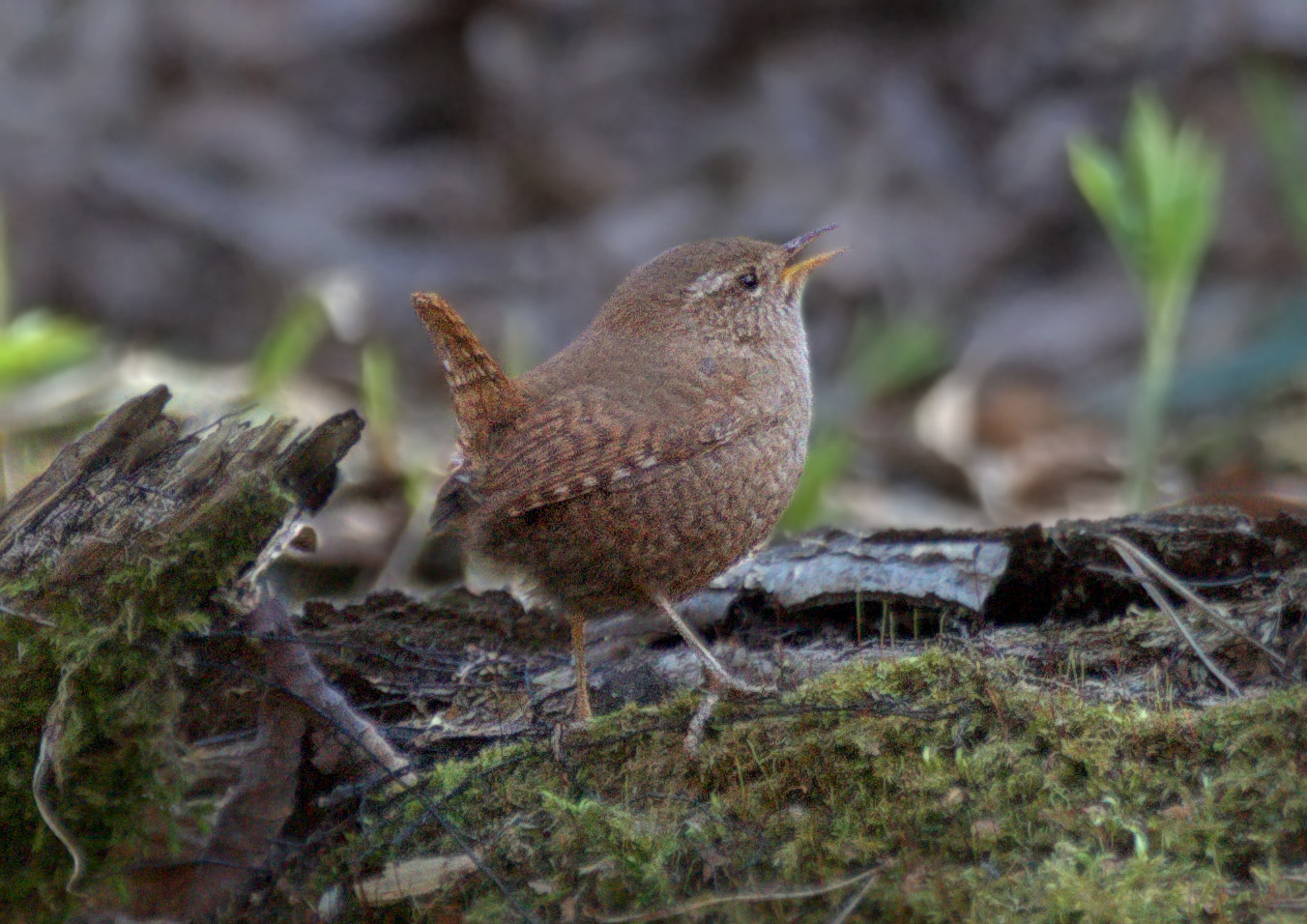

Gärdsmygen är en mycket liten brun tätting med kort hals, och vars mest distinkta morfologiska drag är dess kroppshållning med den korta stjärten som ofta hålls upprätt. Den har en proportionellt ganska lång näbb, som är spetsig och lätt nedåtböjd. Näsborrarna är avlånga och täckta av en välvd hinna. Den har mycket korta rundade vingar. De orangebruna benen är långa. Den har rödbrun ovansida, brunvit undersida och hela fågeln har till stora delar fin mörk tvärvattring. Den har ett ljust ögonbrynsstreck och ett mörkt tygelstreck. Handpennorna är mörkbruna med en rad av ljusa fläckar på ytterfanet. Den mäter 9-10,5 cm, har ett vingspann på 13–17 cm och kan väga upp till 14 gram. Könen är lika men underarterna kan skilja sig åt avsevärt vad gäller både färg på fjäderdräkt, storlek och längd på vingar, ben, näbb etc.
Gärdsmygen sjunger både på sommaren och på vintern. Den har en kraftfull sång som både är lång och komplex och innehåller drillar och långa partier med metalliskt klingande toner.

## Ekologi

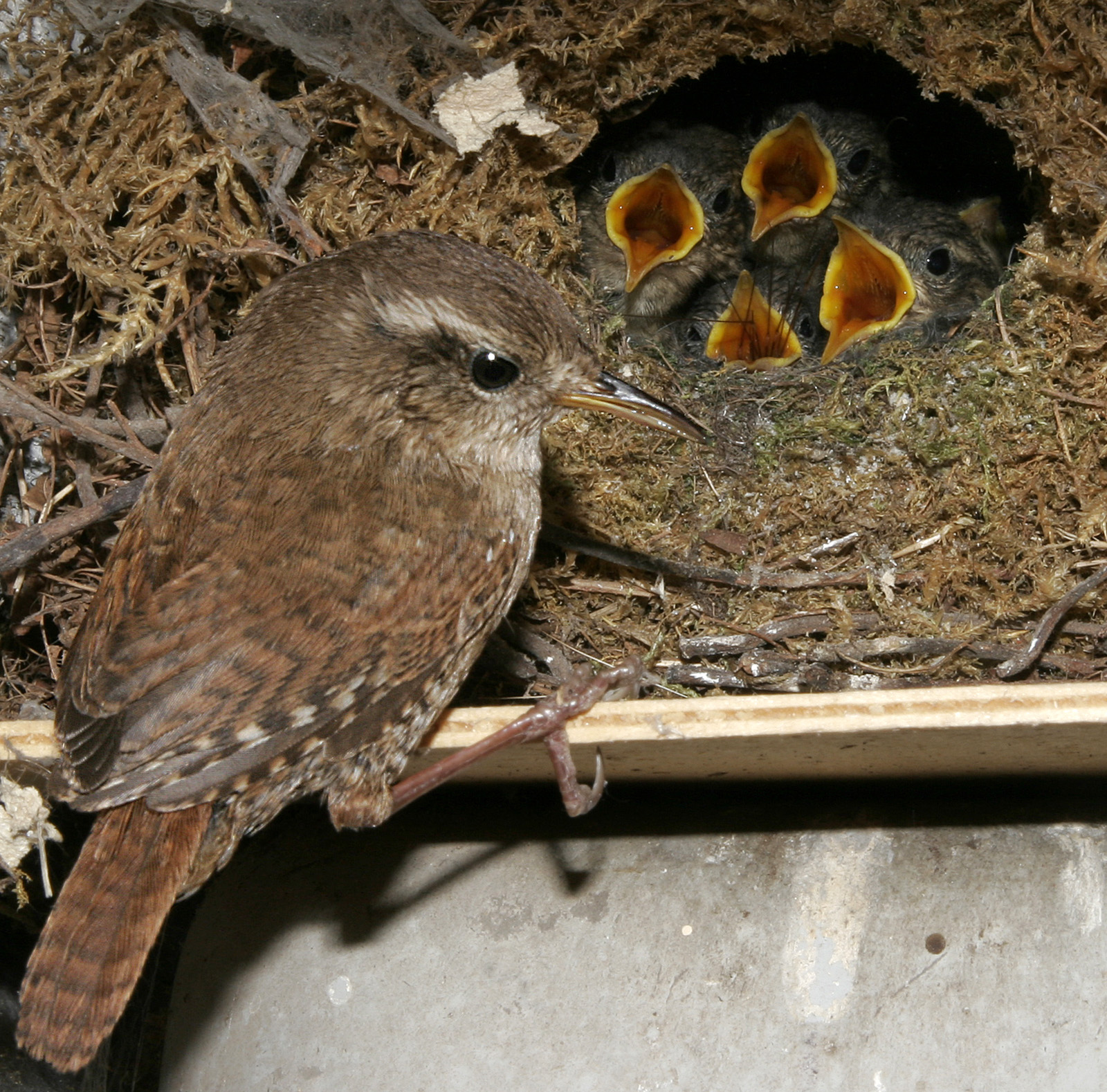
Gärdsmyg med boungar.

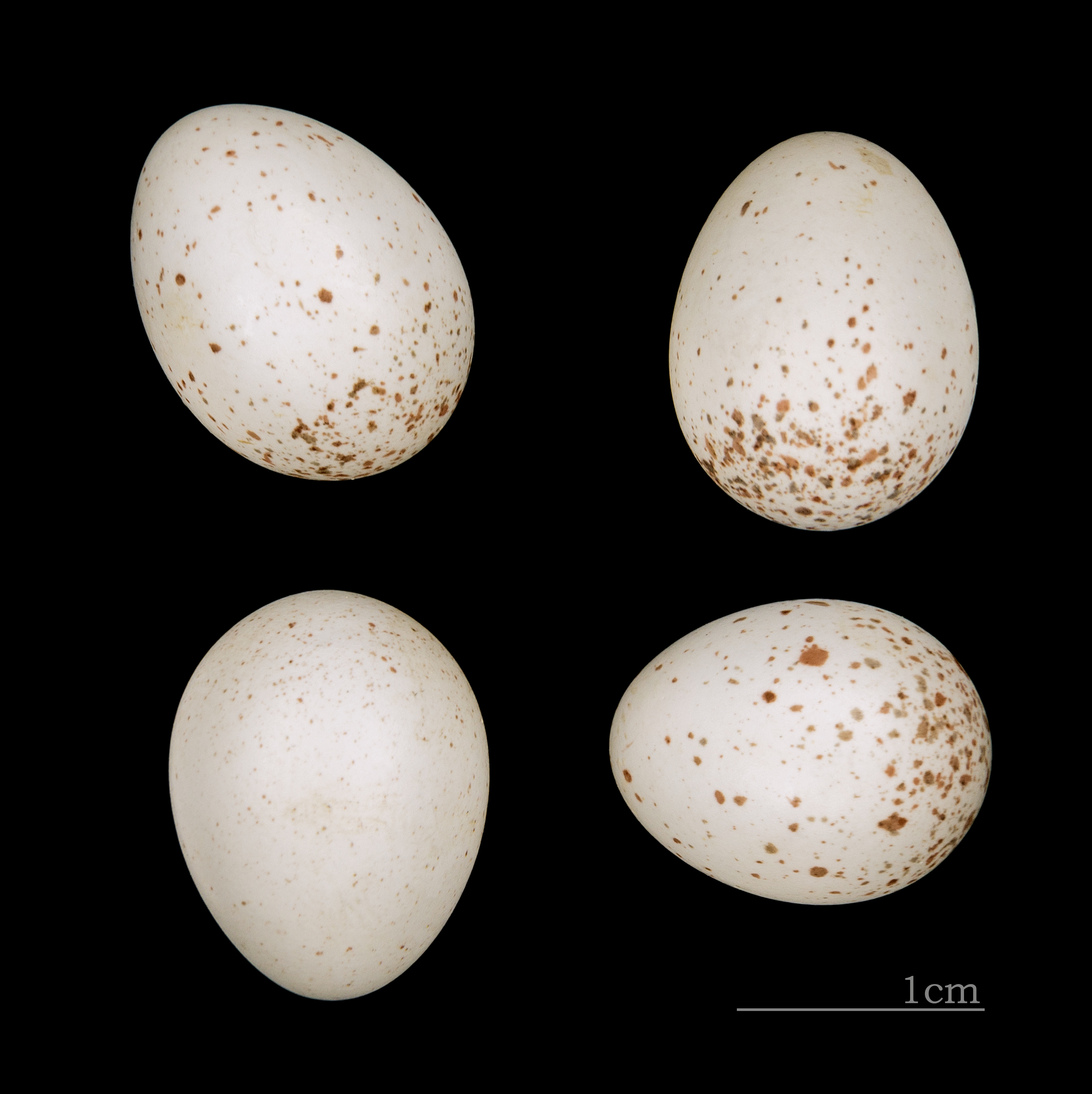
Ägg av gärdsmyg ur Muséum de Toulouses samling.

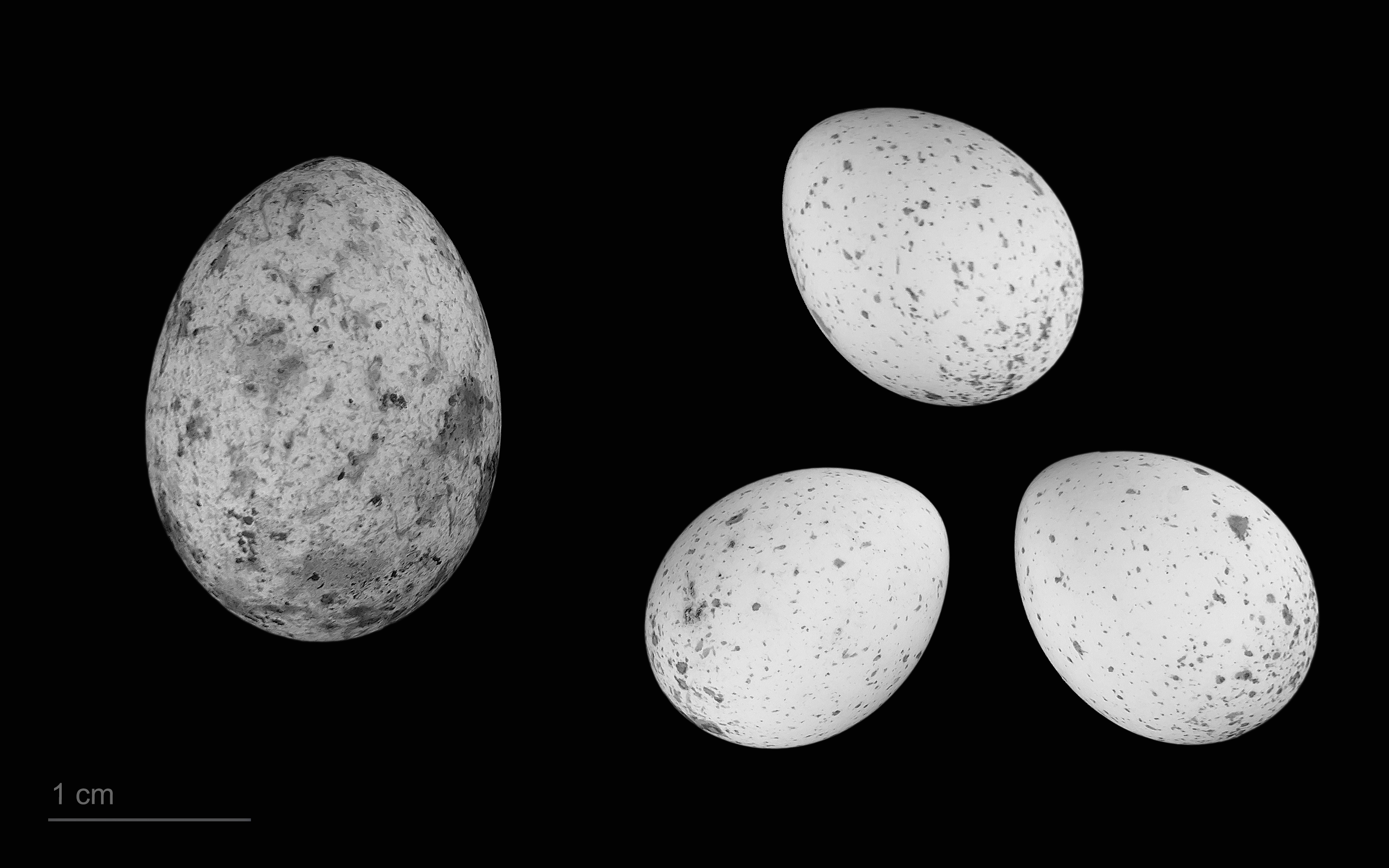
Cuculus canorus canorus + Troglodytes troglodytes

Trots att gärdsmygen har krökta och hoptryckta klor, kan den inte klättra. Den uppträder tämligen orädd men sitter oftare mer dold när den sjunger. Nattetid, speciellt på vintern, övernattar de i mindre håligheter, mörka prång eller övergivna fågelbon. Vid hårt väder kan de övernatta på detta sätt i mindre grupper, som kan bestå av familjemedlemmar eller andra individer, för att hålla värmen. Dess föda består mest av insekter och spindlar, men vintertid äter den även puppor och frön.

### Biotop
Gärdsmygen vistas på ställen där den har lätt att gömma sig, till exempel i häckar, rishögar, busksnår, hål och liknande. Den förekommer i en rad olika biotoper som skog med tät undervegetation, i odlingsbygd och i marker och trädgårdar med frodig örtvegetation men även på kala öar med enstaka snår och dylikt.

### Häckning
I början av häckningsperioden bygger hanen ett flertal bon, upp till 6 eller 7. Han väntar med att fodra boet tills honan har valt vilket hon vill ruva i. Boet kan placeras i håligheter i väggar, på en trädgren, i en bergsskreva eller dylikt men oftast är det placerat i buskar och snår. Boet är mycket noggrant byggt. Det är stort och klotrunt och har på sidan en rund öppning, lagom stor för fågeln att komma in och ut genom. Utvändigt är det byggt av mossa och gräs och invändigt fodras det med fjäder, ull och hår. I april lägger den sin första kull som består av fem till åtta vita ägg som är lätt spräckliga. Äggen ruvas av honan i 12–20 dagar. Ungarna som blir flygga efter 14–19 dagar tas om hand av båda föräldrar. Den lägger ofta mer än en kull.
Gärdsmygen är mycket polygam vilket är ett ovanligt häckningssystem bland tättingarna. Detta innebär att hanen kan para sig med flera honor som sedan häckar i hans revir. Det förekommer också att honor parar sig med andra hanar än den som håller reviret som hon ruvar i. När det förekommer polygami är det vanligast att hanen har två eller tre honor men det finns observationer av hanar som haft upp till fyra ruvande honor i sitt revir.

## Gärdsmygen och människan

### Status och hot
Gärdsmygen har ett mycket stort globalt häckningsområde och en mycket stor global population. Populationen i Europa, som utgör 5–24 % av den totala utbredningen, ökar. Sammantaget bedömer inte IUCN arten som hotad utan kategoriserar den som livskraftig (LC).
Även i Sverige anses populationen vara livskraftig och öka i antal. 2018 uppskattades det svenska beståndet till 857 000 par.

### Namn
Fågeln har tidigare även kallats tummeliten. Den har traditionellt betraktats som Sveriges näst minsta fågel (näst kungsfågeln), men sedan brandkronad kungsfågel etablerats i Sverige under 2000-talet är denna den näst minsta fågeln i Sverige.